# Cratere Mubai
Mubai è un cratere sulla superficie di Rea.